# Lestodiplosis tsugae
Lestodiplosis tsugae är en tvåvingeart som först beskrevs av Ephraim Porter Felt 1907.  Lestodiplosis tsugae ingår i släktet Lestodiplosis och familjen gallmyggor.
Artens utbredningsområde är New York. Inga underarter finns listade i Catalogue of Life.